# L'Enfant noir (film)
Pour plus de détails, voir Fiche technique et Distribution.
L'Enfant noir est un film franco-guinéen de Laurent Chevallier sorti en 1995, ; il est inspiré librement du roman homonyme, L'Enfant noir, de Camara Laye, publié en 1953.

## Synopsis
Ce film retrace l'itinéraire initiatique d'un jeune garçon qui découvre la capitale, lui qui n'a jamais quitté son village de la brousse. Il se rend en ville pour poursuivre ses études, il est l'espoir de sa famille. Son père veut qu'il devienne célèbre comme son oncle car lui n'a pas pu aller dans une aussi bonne école et veut que son fils ait la chance qu'il n'a pas pu avoir.

## Réalisation
Laurent Chevallier, réalisateur de documentaires, s'est appuyé sur son expérience de documentariste et sa connaissance du Niger pour tourner ce film de façon très réaliste, certains acteurs faisaient vraiment partie de la famille de cet enfant.

## Fiche technique
- Titre français : L'Enfant noir
- Réalisateur :  Laurent Chevallier
- Scénario :  Laurent Chevallier
- Producteur : Béatrice Korc, Moussa Kémoko Diakité
- Distribution : Les Films du Paradoxe
- Photo : HAmar Arhab
- Interprètes : Baba Camara, Madou Camara, Kadou Camara, Balla Moussa Keïta, Koumba Doumba Doumbouya, Yaya Traoré
- Musique et chansons : Momo Wandel Soumah
- Genre : comédie dramatique
- Durée : 1 heure 32 minutes
- Sortie : 
  - en Guinée : 1995
  - en France : 18 juin 2004